# Tvůrčí psaní
Tvůrčí psaní se označuje jako učební předmět, ve kterém se student učí získat patřičné dovednosti potřebné k tvorbě textů, tak i učební médium, soubor didaktických metod a technik vytvořených ke stejnému cíli; důležitý je i význam tvůrčího psaní z hlediska formování osobnosti.

## Specifikace
Tento termín bývá používán k odlišení určitých představivých či jiných typů psaní od technického psaní. Specifičnost termínu je zčásti úmyslná. Úmyslem je zpřístupnit psaní pro každého (v libovolném věku) a zajistit, že netradiční, nebo tradičně málo oceňované způsoby psaní (například tvorba okrajových sociálních skupin, experimentální psaní, žánrové fikce) budou brány na zřetel v akademickém prostředí a nebudou zamítány jako triviální nebo nevýznamné.
Toto rozlišení je užitečné při rozlišování psaní od techničtějšího psaní, profesionálního psaní a žurnalistické tvorby. Označení „profesionální“ může být nicméně zavádějící, protože mnoho novelistů je profesionálními spisovateli ve významu, že píší pro obživu. Jakákoliv novela je příkladem tvůrčího psaní.

## Styly tvůrčího psaní
Tvůrčí psaní zahrnuje mimo jiné:
- beletrii;
- drama psané jak pro jevištní uvedení, tak pro televizi;
- poezii;
- psaní textů k písničkám
- scenáristiku — psaní pro film;
- sebepopisné psaní (např. autobiografie, autorské deníky, paměti);
- tvůrčí literatura faktu;
- kombinace těchto nebo jiných žánrů.

## Výuka tvůrčího psaní
Kurzy tvůrčího psaní jsou čím dál tím populárnější, v rozsahu od jednodenních seminářů po několikaleté univerzitní obory. Přestože se objevují názory, že skutečný talent pro psaní nemůže být naučen, mnoho lidí se domnívá, že je možné vyučovat techniky, které pomohou lidem zpřístupnit nebo vyjádřit svou představivost. Tyto techniky pomáhají odstranit mentální zábrany, přemýšlet o různých myšlenkách nebo pochopit, jakými způsoby tvůrci klasických žánrů psaní dosahují svých účinků a člení své práce. Někteří významní autoři jsou skutečně absolventy univerzitních oborů, zabývajících se tvůrčím psaním.

## Prvky tvůrčího psaní
Časté pojmy ve tvůrčím psaní zahrnují:
- zápletka
- rozuzlení
- charakter
- motiv
- úhel pohledu
- dějiště
- dialog
- téma
- styl vyprávění